# Cộng hòa Tự do Wendland
Cộng hòa Tự do Wendland (tiếng Đức: Republik Freies Wendland) là một trại biểu tình được thành lập ở Gorleben, Tây Đức, vào ngày 3 tháng 5 năm 1980 để phản đối việc thành lập một bãi chứa chất thải phóng xạ ở đó. Vào ngày 4 tháng 6 năm 1980, cảnh sát đã trúc xuất các thành viên của Wendland khỏi trại.

## Lịch sử

### Bối cảnh
Physikalisch-Technische Bundesanstalt đã tiến hành khoan ở Gorleben vào năm 1979 để kiểm tra các vòm muối ở đó xem có phù hợp để chứa chất thải phóng xạ hay không. Sau khi các hoạt động phản đối của người dân địa phương tại các địa điểm khoan 1002 và 1003 thất bại, một kế hoạch đã được đề ra cho một hành động quyết liệt hơn bởi các nhà hoạt động chống hạt nhân quốc tế. Một cuộc biểu tình mới đã được kêu gọi vào ngày 3 tháng 5 năm 1980, theo khẩu hiện "Ngày hành động vì người Wend" (Kampftag der Wenden).

### Hành động
Khoảng 5000 nhà hoạt động chống hạt nhân đã di chuyển đến khu vực dự kiến xung quanh khu vực khoan 1004, giữa các đô thị Gorleben và Trebel. Ở đó, họ kiểm soát khu vực này nhằm phản đối việc tiếp tục khoan để chứa chất thải hạt nhân. Trong thời gian này, các nhà hoạt động tuyên bố khu vực bị chiếm đóng là một quốc gia độc lập, đặt tên cho nó là Cộng hòa Tự do Wendland (Republik Freies Wendland). Bộ trưởng Bộ Nội vụ Hạ Saxon Egbert Möcklinghoff nói rằng, tuyên bố này là sự "phản quốc cao độ".

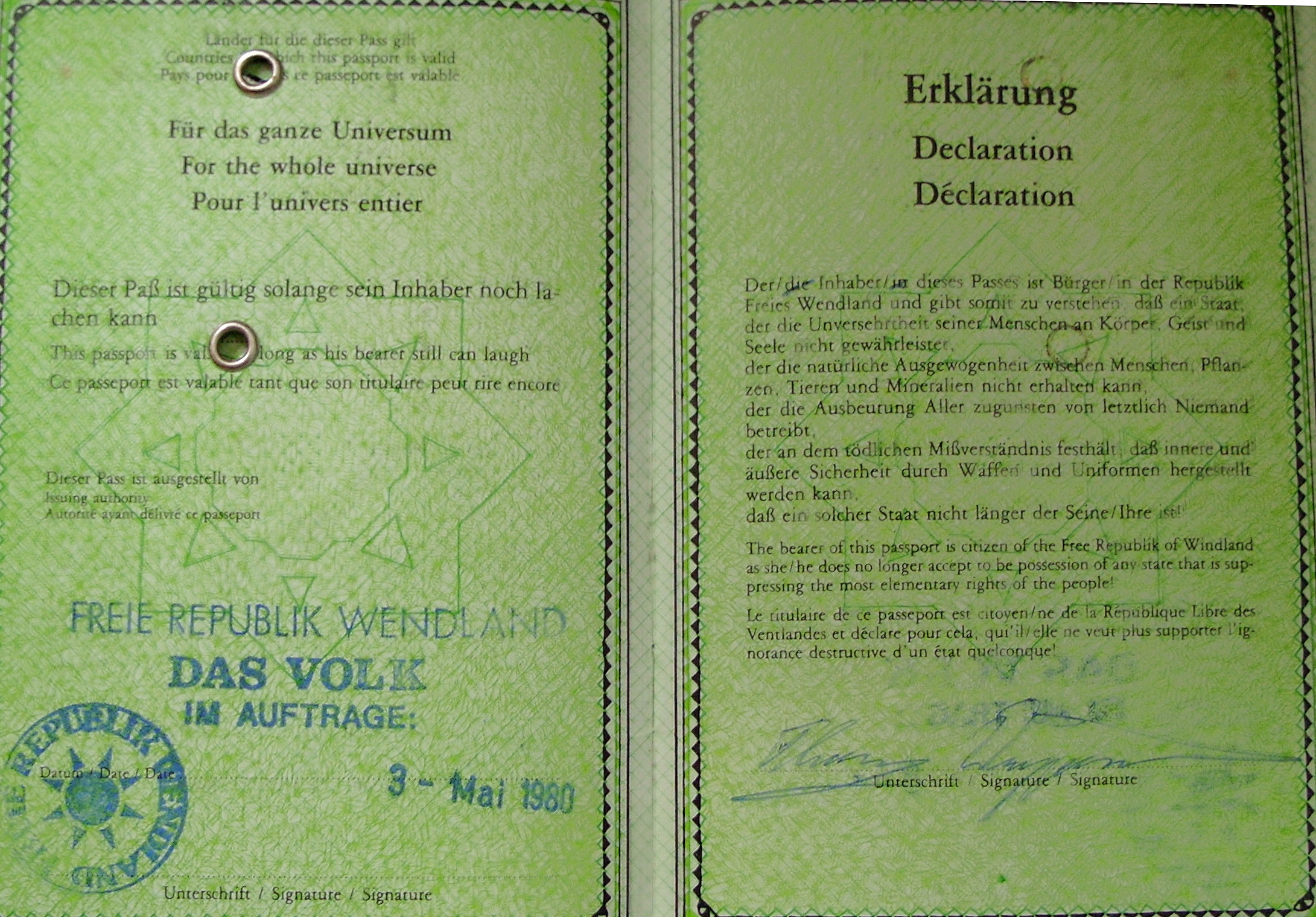
Một cuốn Wendenpass vào ngày 3 tháng 5 năm 1980

Địa điểm này từng bị thiệt hại do vụ hỏa hoạn ở rừng thạch nam Lüneburg năm 1975. Tại đây, những người biểu tình đã xây dựng một ngôi làng với khoảng 110 túp lều, làm từ gỗ và đất sét, chỉ trong vài ngày. Đây là một hình thức biểu tình đặc trưng của các nhà hoạt động chống hạt nhân lúc bấy giờ. Trong số các tòa nhà có nhiều tiện ích cộng đồng, chẳng hạn như nhà hữu nghị có sức chứa 100 người, nhà kính, bệnh xá, tiệm làm tóc và khu vực xử lý rác thải. Ngoài ra còn có một phòng tắm hơi và các thiết bị tắm. Nước được dẫn vào bằng một giếng năng lượng gió và được làm ấm bằng năng lượng mặt trời.
Trên đường đến "nước cộng hòa", một trạm kiểm soát biên giới với hàng rào đã được xây dựng, trên đó các lá cờ của người Wend và của Mặt trời chống hạt nhân được treo lên. Tại trung tâm thông tin gần đó, Hộ chiếu Wend (Wendenpass) có lẽ đã được cấp, cùng với một con dấu nhập cảnh. Theo cách nói của những người cư ngụ, tấm hộ chiếu tốt "cho toàn thể vũ trụ [...] miễn là chủ nhân của nó vẫn có thể cười."

### Đời sống cộng đồng
Khoảng 1000 cư dân thường trú đã tổ chức cuộc sống cộng đồng trong 33 ngày, xung quanh một mô hình dân chủ cơ sở. Họ thành lập hội đồng phát ngôn viên và đưa ra quyết định trong các cuộc họp quần chúng thường xuyên. Về việc họ có thể bị cảnh sát trục xuất, sự đồng thuận rộng rãi là phản kháng thụ động, mặc dù một số chiến binh chiếm đóng đã lên tiếng phản đối đường lối này. Vào những ngày cuối tuần, hàng nghìn người có thiện cảm và những người có tầm nhìn đã đến Wendland, trong số đó có những người nổi bật, chẳng hạn như chính trị gia Gerhard Schröder. Những du khách và cư dân nổi tiếng khác bao gồm chiến sĩ kháng chiến Heinz Brandt, các nhạc sĩ Walter Mossmann và Wolf Biermann, nhiếp ảnh gia Günter Zint và chính trị gia Đảng Dân chủ Xã hội Đức Jo Leinen, và nhà văn Klaus Schlesinger. Wendland cũng tổ chức các buổi diễn thuyết, thảo luận, đọc sách, hòa nhạc rock và múa rối. Cư dân vùng xung quanh đã ủng hộ nghề này bằng lương thực và gỗ.

### Trục xuất
Vào sáng ngày 4 tháng 6 năm 1980, địa điểm chiếm đóng đã được cảnh sát Hạ Saxon và Lực lượng Biên phòng Liên bang giải tỏa theo lệnh của Thủ tướng Helmut Schmidt. Theo chính quyền Hạ Saxon, khoảng 3500 sĩ quan đã tham gia chiến dịch này. Căn cứ pháp lý để trục xuất những người cư ngụ là do vi phạm nhiều luật khác nhau, bao gồm luật lâm nghiệp, quy chế xây dựng, Đạo luật quy hoạch rừng và thực địa, và Đạo luật đăng ký. Vào thời điểm trục xuất, khoảng 2000 người cư ngụ đã tập trung tại quảng trường trung tâm của đô thị để phản đối. Việc trục xuất, trong đó nhiều công dân Wendland được các nhân viên cảnh sát mang đi, phần lớn diễn ra trong hòa bình. Một đài phát thanh đã đưa tin về việc này. Sau khi kết thúc, cảnh sát cảm ơn qua loa những người biểu tình vì cách tiếp cận bất bạo động của họ.

## Sau khi sụp đổ

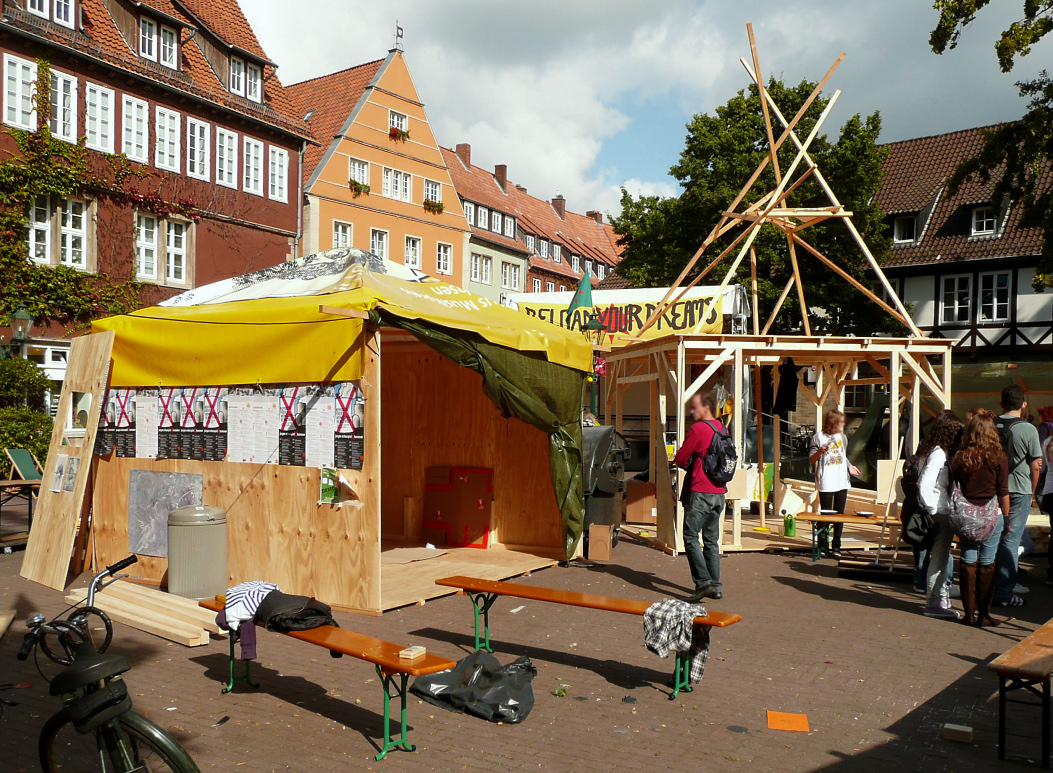
Bản sao của những túp lều tiêu biểu trong trại biểu tình Republik Freies Wendland ở Hannover vào năm 2010.

Rất lâu sau khi các nhà hoạt động chống hạt nhân ở Wendland bị trục xuất, khái niệm về Cộng hòa Tự do Wendland tiếp tục được gợi lên. Vì vậy, vào năm 2006, một quảng cáo dài 5 trang của Cộng hòa Tự do Wendland chống lại Công nghiệp Hạt nhân và Sự tàn bạo của Cảnh sát đã được đăng trên một tờ báo địa phương.
Trong khoảng thời gian từ ngày 4 đến ngày 6 tháng 6 năm 2010, nhân kỷ niệm 30 năm ngày bị trục xuất, một cuộc biểu tình và tưởng niệm cuối tuần đã được tổ chức gần Gorleben, trong đó có khoảng 800 người tham gia. Trong hành động này, các thành viên của Hiệp hội Khẩn cấp Nông thôn Lüchow-Dannenberg đã dựng lên một "khu bảo tồn lều" trong rừng để tưởng nhớ đến Cộng hòa Tự do Wendland.
Sau lễ kỷ niệm 30 năm ngày bị trục xuất, đạo diễn Florian Fiedler đã khởi xướng dự án nhà hát Cộng hòa Tự do Wendland - Tái hoạt động từ ngày 17 đến ngày 26 tháng 9 năm 2010. Khoảng 50 sinh viên và 25 những người lớn từ Nhà hát Ballhof ở Hannover đã dựng lên một ngôi làng chòi ở Quảng trường Ballhof dọc theo các tuyến của ngôi làng biểu tình ban đầu. Một số buổi biểu diễn, bao gồm các tiết mục múa rối và hòa nhạc, bài giảng và thảo luận về năng lượng hạt nhân đã diễn ra. Lễ hội được bắt đầu với màn trình diễn của Ton Steine Scherben và kết thúc bằng một cuộc thảo luận do Oskar Negt dẫn đầu. Rất nhiều sự chú ý của giới truyền thông đã tập trung vào dự án sau khi ai đó ném một chiếc bánh vào thành viên Đảng Xanh Trittin trong một cuộc thảo luận của ban hội thẩm. Sau chín ngày, ngôi làng chòi được tháo dỡ. Hai trong số những túp lều bằng gỗ đã được đưa đến Wendland để làm nơi trú ẩn cho các nhà hoạt động chống hạt nhân.
Như trước đây, lá cờ với quốc huy của Wendland là biểu tượng của phong trào chống hạt nhân. Nó được bán ở nhiều nơi, và đôi khi hộ chiếu của Wendland tại một số trại biểu tình.

## Ấn phẩm
- "Báo cáo kháng chiến Wendland: Phần 1, tháng 1 năm 1983 - tháng 6 năm 1985", năm 1985